# Feuerwache Leopoldau

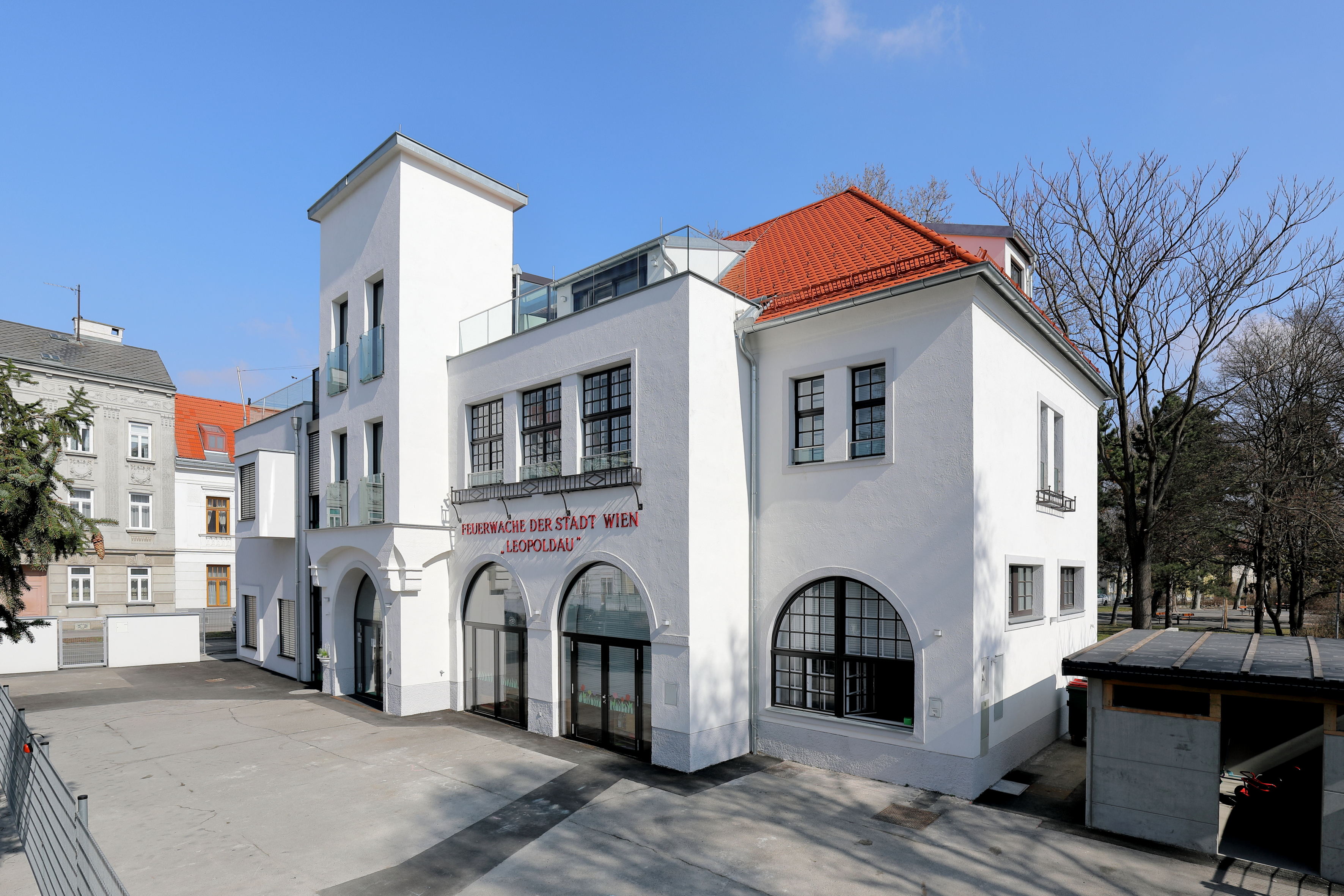
Renovierte, erweiterte und zum Kindergarten adaptierte ehemalige Feuerwache (2017)

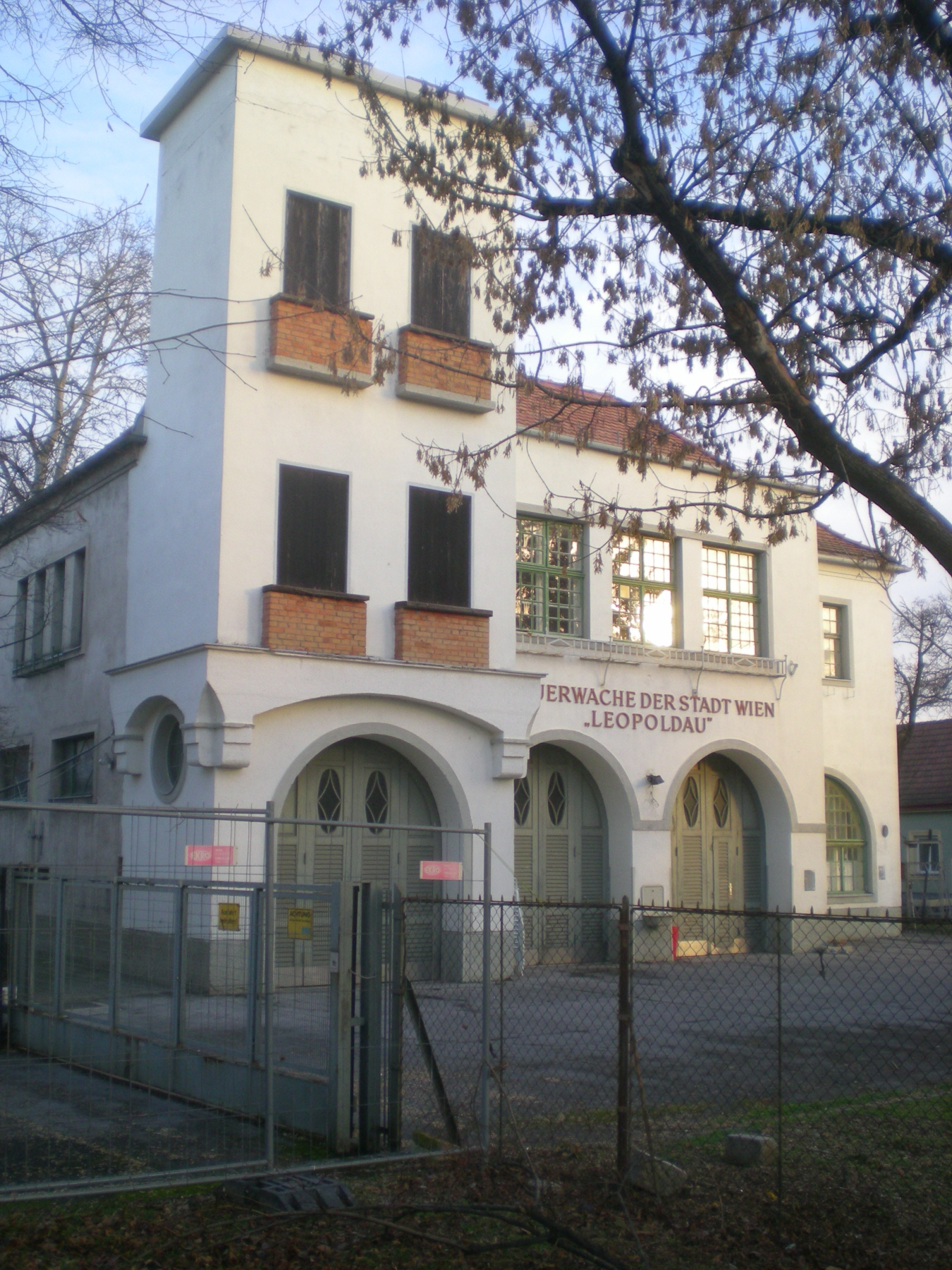
Feuerwache Leopoldau (2011)

Die Feuerwache Leopoldau ist ein unter Denkmalschutz (Listeneintrag) stehendes Gebäude, das ursprünglich der Wiener Berufsfeuerwehr in Leopoldau im 21. Wiener Gemeindebezirk Floridsdorf gehörte.

## Geschichte
Die Feuerwache Leopoldau wurde entweder um das Jahr 1914 oder 1927 auf dem Anger von Leopoldau zwischen den beiden Richtungsfahrbahnen errichtet. Der so genannte Steigerturm wurde später an der nordwestlichen Ecke des Gebäudes angebaut.
Im Jahr 1996 wurde die Feuerwache Leopoldau geschlossen und durch die neue Hauptfeuerwache Floridsdorf in der Josef-Brazdovics-Straße ersetzt. Im Anschluss daran wurde das leer stehende Gebäude unter anderem vom Musikverein Leopoldau als Probenraum genutzt. Im Jahr 2010 wurde die Feuerwache Leopoldau an die benachbarte Syrisch-Orthodoxe Kirche Pfarre Heilige Maria Mutter Gottes verkauft. Im Jahr 2016 wurde das Gebäude für einen Kindergarten adaptiert und dabei auch nordseitig ein Zubau errichtet.